# Clausicella opaca
Clausicella opaca är en tvåvingeart som först beskrevs av Daniel William Coquillett 1895.  Clausicella opaca ingår i släktet Clausicella och familjen parasitflugor. Inga underarter finns listade i Catalogue of Life.